# Stian Rode Gregersen
Stian Rode Gregersen (Kristiansund, 1995. május 17. –) norvég válogatott labdarúgó, az amerikai Atlanta United hátvéde.

## Pályafutása

### Klubcsapatokban
Gregersen a norvégiai Kristiansund városában született. Az ifjúsági pályafutását a helyi Kristiansund és Clausenengen csapatában kezdte, majd a Molde akadémiájánál folytatta.
2012-ben mutatkozott be a Kristiansund harmadosztályban szereplő felnőtt keretében. 2013-ban az első osztályú Moldéhez igazolt. A 2015–ös szezonban a Kristiansund, míg a 2019-es szezonban a svéd Elfsborg csapatát erősítette kölcsönben. 2021. augusztus 31-én négyéves szerződést kötött a francia első osztályban érdekelt Bordeaux együttesével. Először a 2021. szeptember 12-ei, Lens ellen 3–2-re elvesztett mérkőzés félidejében, Rémi Oudin cseréjeként lépett pályára. Első gólját 2021. november 28-án, a Brest ellen hazai pályán 2–1-es vereséggel zárult találkozón szerezte meg.
2024. január 11-én aláírt az amerikai Atlanta United csapatához.

### A válogatottban
Gregersen az U18-as korosztályos válogatottban is képviselte Norvégiát.
2021-ben debütált a felnőtt válogatottban. Először a 2021. március 27-ei, Törökország ellen 3–0-ra elvesztett VB-selejtezőn lépett pályára.

## Statisztikák
2024. augusztus 4. szerint
| Klub                      | Szezon   | Osztály     | Bajnokság | Bajnokság | Kupa  | Kupa | Nemzetközi | Nemzetközi | Összesen | Összesen |
| Klub                      | Szezon   | Osztály     | Meccs     | Gól       | Meccs | Gól  | Meccs      | Gól        | Meccs    | Gól      |
| ------------------------- | -------- | ----------- | --------- | --------- | ----- | ---- | ---------- | ---------- | -------- | -------- |
| Kristiansund              | 2012     | 2. divisjon | 5         | 1         | 2     | 0    | —          | —          | 7        | 1        |
| Kristiansund (kölcsönben) | 2015     | OBOS-ligaen | 24        | 1         | 1     | 0    | —          | —          | 25       | 1        |
| Molde                     | 2016     | Tippeligaen | 7         | 0         | 0     | 0    | —          | —          | 7        | 0        |
| Molde                     | 2017     | Eliteserien | 27        | 1         | 1     | 0    | —          | —          | 28       | 1        |
| Molde                     | 2018     | Eliteserien | 14        | 0         | 1     | 0    | 5          | 0          | 20       | 0        |
| Molde                     | 2020     | Eliteserien | 12        | 2         | 0     | 0    | 12         | 0          | 24       | 2        |
| Molde                     | 2021     | Eliteserien | 14        | 1         | 0     | 0    | 3          | 0          | 17       | 1        |
| Elfsborg (kölcsönben)     | 2019     | Allsvenskan | 26        | 1         | 0     | 0    | —          | —          | 26       | 1        |
| Bordeaux                  | 2021–22  | Ligue 1     | 24        | 1         | 0     | 0    | —          | —          | 24       | 1        |
| Bordeaux                  | 2022–23  | Ligue 2     | 36        | 1         | 1     | 0    | —          | —          | 37       | 1        |
| Bordeaux                  | 2023–24  | Ligue 2     | 13        | 0         | 0     | 0    | —          | —          | 13       | 0        |
| Atlanta United            | 2024     | MLS         | 14        | 2         | 3     | 0    | 2          | 0          | 19       | 2        |
| Összesen                  | Összesen | Összesen    | 216       | 11        | 9     | 0    | 22         | 0          | 247      | 11       |

### A válogatottban
| Válogatott | Év       | Pályára lépés | Gól |
| ---------- | -------- | ------------- | --- |
| Norvégia   | 2021     | 5             | 0   |
| Norvégia   | 2022     | 2             | 0   |
| Norvégia   | 2023     | 1             | 0   |
| Norvégia   | 2024     | 2             | 0   |
| Norvégia   | 2025     | 1             | 0   |
| Összesen   | Összesen | 11            | 0   |

## Sikerei, díjai
Molde
- Eliteserien
  - Bajnok (1): 2014
  - Ezüstérmes (3): 2017, 2018, 2020

- Norvég Kupa
  - Győztes (2): 2013, 2014